# Keats Grove
Der Keats Grove (dt. Keats Hain) ist eine Straße im Londoner Stadtteil Hampstead, Bezirk Camden. Die in unmittelbarer Nachbarschaft des Hampstead Heath gelegene Straße gilt seit jeher als begehrte Wohnadresse, in der neben dem „Namensgeber“ der Straße, John Keats, weitere bekannte Persönlichkeiten – vorwiegend aus der „schreibenden Zunft“ – residierten.

## Verlauf
Die Straße verläuft zwischen Downshire Hill im Westen und South End Road im Osten. Die in südliche Richtung verlaufende Heath Hurst Road ist die einzige abzweigende Straße.

## Geschichte

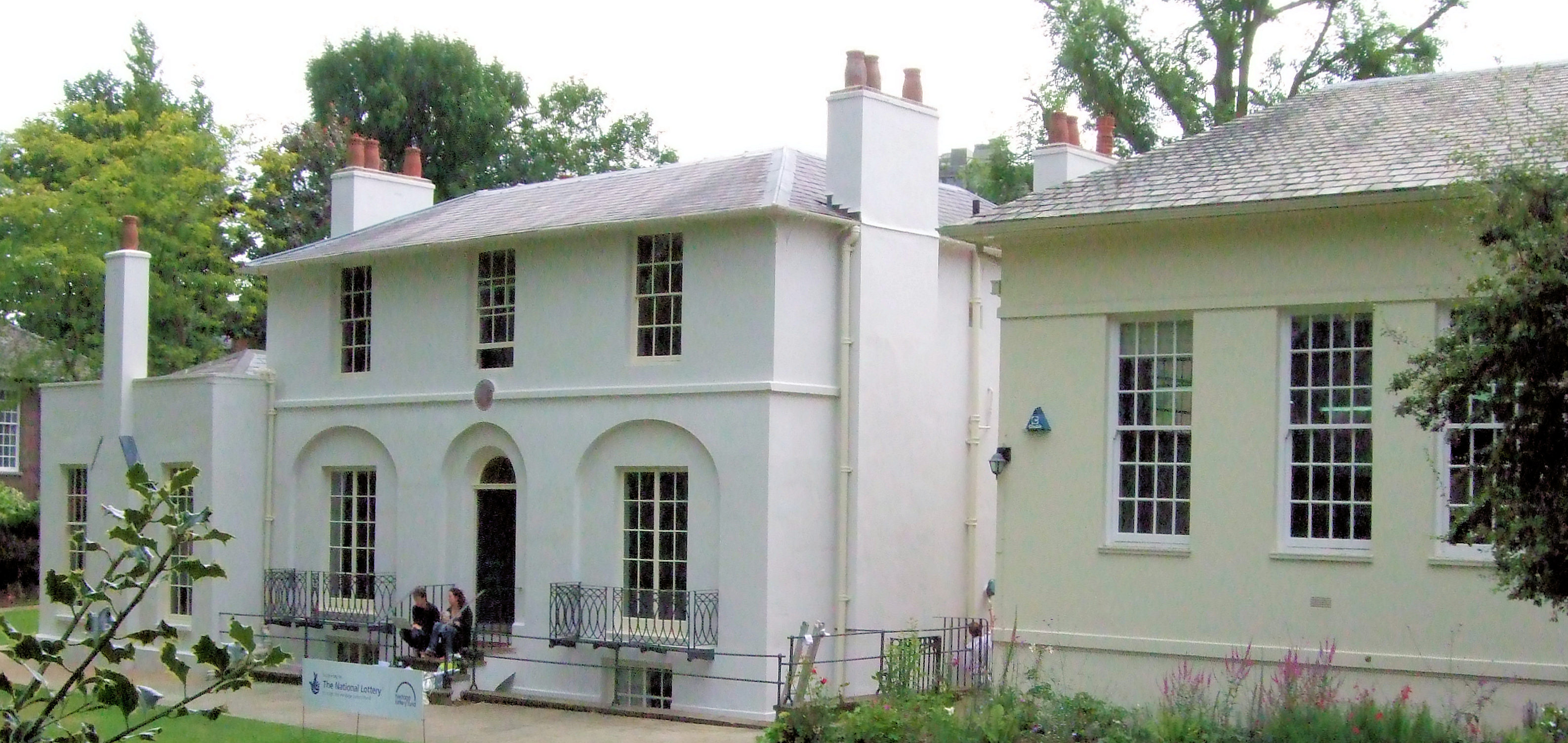
Keats House (links) und Heath Branch Public Library (rechts).

Der ursprüngliche Name der Straße, deren ältere Nordseite um 1820 bebaut wurde, war Albion Grove. Sie wurde jedoch bald in John Street umbenannt. Dieser Name leitete sich wahrscheinlich von der an der Ecke zur Downshire Hill befindlichen St. John’s Church ab. Die Umbenennung nach ihrem bekanntesten Bewohner erfolgte 1910.

## Das Keats House
Wegen des bedeutenden englischen Dichters John Keats ist das heute nach ihm benannte Keats House das international bekannteste Gebäude dieser Straße. Es wurde in den Jahren 1815/16 errichtet und war somit eines der ersten Häuser dieser Straße. Das ursprünglich unter der Bezeichnung Wentworth Place bekannte Haus war in zwei voneinander getrennte Wohneinheiten aufgeteilt und verfügte über zwei Eingänge. Eine Einheit wurde von Charles Wentworth Dilke bewohnt und die andere von seinem Freund Charles Armitage Brown, der wiederum ein enger Freund von John Keats war. Nachdem Keats‘ Bruder Tom 1818 gestorben war, verließ der Dichter seinen vorherigen Wohnsitz am benachbarten Well Walk und fand Unterschlupf bei seinem Freund Brown. Die benachbarte Wohneinheit bezog Keats im darauffolgenden Jahr zusammen mit seiner Lebensgefährtin Fanny Brawne und ihrer Familie, nachdem die Dilkes ausgezogen waren. Nachdem Keats 1820 an Tuberkulose erkrankt war, zog er aus gesundheitlichen Gründen nach Rom, wo er am 23. Februar 1821 verstarb. Die Familie Brawne wohnte noch bis 1829 in dem Haus. Zehn Jahre später erwarb die ehemalige Schauspielerin Eliza Chester das Haus, ließ die Teilung der Wohneinheiten aufheben und einen Seitenflügel anbauen.

## Weitere nennenswerte Adressen
Im Gebäude mit der Nummer 4A lebten die Schriftsteller Louis MacNeice und Geoffrey Grigson und unter der benachbarten Nummer 5 das Ehepaar Robert und Sylvia Lynd.
Unter Nummer 11A lebte der Autor Alan Ayckbourn.
1877 bezog der spätere Premierminister H. H. Asquith das benachbarte Haus Nummer 12, in dem zehn Jahre später seine Tochter Violet geboren wurde.
Die Dichterin Edith Sitwell verstarb am 9. Dezember 1964 im Haus Nummer 20.